# Mevlüt Erdinç
Mevlüt Erdinç, Franciaországban ismert nevén Mevlüt Erding (Saint-Claude, Franciaország, 1987. február 25. –) francia-török labdarúgó, a Metz (kölcsönben a Hannovertől) csatára.

## Sikerei, díjai

### Sochaux
- FC Sochaux
  - Coupe de France: 1 (2007)

### Paris Saint-Germain
- PSG
  - Coupe de France: 1 (2010)

### Törökország
- Labdarúgó-Európa-bajnokság
- Bronzérmes : 2008

## Külső hivatkozások
- "Fransa Mevlüt`ü konuşuyor" - Haber7 (törökül)
- La fiche de Mevlüt Erdinç - L'Equipe (franciául)
- Sports.fr Journal (franciául)
- Adatlap: FC Sochaux-Montbéliard Archiválva 2017. január 29-i dátummal a Wayback Machine-ben (franciául)
- French League Index
- Mevlüt Erdinç francia bajnoki statisztikái az lfp.fr-en (franciául)